# إدارة سرطان الثدي
تتخذ إدارة سرطان الثدي إجراءات مناهج مختلفة بناءا على الخصائص الفيزيائية والبيولوجية للمرض، وكذلك العمر، والتفضيلات الشخصية والصحية للمريض. يمكن تصنيف أنواع العلاج إلى العلاج المحلي (الجراحة والعلاج الإشعاعي) والعلاج الجهازي (العلاج الكيميائي والغدد الصماء والعلاجات المستهدفة). يكون العلاج المحلي أكثر فعالية في مرحلة مبكرة من سرطان الثدي، في حين أن العلاج الجهازي له ما يبرره بشكل عام في الأمراض المتقدمة والنقيلية، أو في الأمراض ذات الأنماط الظاهرية المحددة.
تاريخيا، تم علاج سرطان الثدي بجراحة جذرية وحدها. إن التقدم في فهم المسار الطبيعي لسرطان الثدي بالإضافة إلى تطوير العلاجات الجهازية يسمح باستخدام العمليات الجراحية التي تحافظ على الثدي، ومع ذلك، فإن تسمية مشاهدة الإدارة غير الجراحية من وجهة نظر الجراحة النهائية تضفي صفتين مرتبط بالجداول الزمنية للعلاج وهي : مساعد (بعد الجراحة) والعلاج الاشعاعي (قبل الجراحة).
الدعامة الأساسية لإدارة سرطان الثدي هي جراحة الورم المحلي والإقليمي، يليه بعد ذلك (أو يسبقه) خليط من العلاج الكيميائي والعلاج الإشعاعي وعلاج الغدد الصماء (الهرمون) والعلاج الموجه،ولا يزال البحث مستمر لاستخدام العلاج المناعي في إدارة سرطان الثدي.
يتم إدارة سرطان الثدي من قبل فريق طبي متعدد التخصصات، بما في ذلك أطباء الأورام الطبي والإشعاعي والجراحي، ويسترشد بالمبادئ والاجراءات التوجيهية الوطنية والدولية. عوامل مثل العلاج، وطبيب الأورام، والمستشفى، ومرحلة سرطان الثدي، تحدد تكلفة سرطان الثدي التي ستحتاج إلى دفعها.
يعد انطلاق سرطان الثدي هو الخطوة الأولى لمساعدة الأطباء على تحديد أنسب مسار للعلاج. اعتبارًا من عام 2016، تضمنت المبادئ التوجيهية عوامل بيولوجية، مثل درجة الورم، ومعدل الانتشار الخلوي، وتعبير مستقبلات هرمون الاستروجين والبروجسترون، وتعبير عامل نمو البشرة(امراض السرطان الايجابية لبروتين المستقبل 2 لعامل نمو البشرة البشري )، وتعبيرا عن التعبير الجيني في نظام التدريج و يصنف السرطان الذي انتشر إلى ما بعد الثدي والغدد الليمفاوية على أنه المرحلة 4، أو سرطان النقيلي، ويتطلب ذلك إلى العلاج النظامي في الغالب.
نظام انطلاق السرطان تصنيف الورم والعقد والنقائل هو قياس المدى المادي للورم وانتشاره، حيث:
• يشير رمز( ت) إلى  الورم الرئيسي (الأساسي)
يشير الرمز (ن) لتقف على العقد الليمفاوية القريبة
يشير الرمز( م) إلى ورم خبيث (ينتشر إلى أجزاء بعيدة من الجسم
إذا كانت المرحلة قائمة على إزالة السرطان بالجراحة ومراجعة أخصائي الأمراض، فقد تظهر الرسالة (ب) للمرض أو (المرضية بعد العلاج الجديد) قبل الحرفين (م ون) إذا كانت المرحلة تعتمد على التقييم السريري باستخدام الفحص البدني والتصوير، فقد يظهر الحرف (س) السريري ثم يتم دمج معلومات تصنيف الورم والعقد والنقائل لإعطاء السرطان مرحلة شاملة. يتم التعبير عن المراحل بالأرقام الرومانية من المرحلة الأولى (المرحلة الأقل تقدمًا) إلى المرحلة الرابعة (المرحلة الأكثر تقدمًا). يتم سرد سرطان غير الغازية (سرطان في الموقع) في المرحلة صفر.
باستخدام تصنيف الورم والعقد والنقائل، بالاشتراك مع علم الأنسجة، الصف والتنميط الجينومي، لغرض التكهن ،  ولتحديد ما إذا كان العلاج الإضافي له ما يبرره.

## التصنيف
يصنف سرطان الثدي إلى ثلاثة أنواع فرعية بغرض التنبؤ  بالاستجابة للعلاج. يتم تحديد ذلك من خلال وجود أو عدم وجود مستقبلات على خلايا الورم. المجموعات الفرعية الرئيسية الثلاث هي:
نوع لوميني، وهي أورام إيجابية لمستقبلات الهرمونات (مستقبلات هرمون الاستروجين أو البروجسترون). يشير هذا النوع الفرعي إلى استجابة لعلاج الغدد الصماء.
نوع  أمراض السرطان الإيجابية لبروتين المستقبِل 2 لعامل نمو البشرة البشري)، وهو إيجابي للتعبير الزائد عن مستقبل أمراض السرطان الإيجابية لبروتين المستقبِل 2 لعامل نمو البشرة البشري) يمكن والطوارئ  يجابية أو سلبية. يتلقى هذا النوع الفرعي العلاج الموجه.
• النوع القاعدي أو السلبي الثلاثي ، وهي سلبية لجميع أنواع المستقبلات الرئيسية الثلاثة
يتم استخدام مخطط تصنيف إضافي للتشخيص ويتضمن علم التشريح المرضي، والدرجة، والمرحلة، والتنميط الجينومي.

## الجراحة
الجراحة هي العلاج الأساسي لسرطان الثدي. اعتمادًا على الخصائص المرحلية والبيولوجية للورم، يمكن أن تكون الجراحة استئصال الورم (إزالة الورم فقط)، أو استئصال الثدي، أو استئصال الثدي الجذري المعدل. غالبًا ما يتم تضمين العقد الليمفاوية في نطاق إزالة ورم الثدي. يمكن إجراء الجراحة قبل أو بعد تلقي العلاج الجهازي.
يتم استخدام تقنيات استئصال الكتلة الورمية بشكل متزايد في جراحة سرطان الثدي. تشير الدراسات إلى أنه بالنسبة للمرضى الذين يعانون من ورم واحد أصغر من 4 سم، فإن استئصال الكتلة الورمية مع هوامش جراحية سلبية قد يكون فعالاً مثل استئصال الثدي. قبل استئصال الكتلة الورمية، يمكن إجراء توطين الإبرة في موضع السلك التوجيهي، أحيانًا بواسطة أخصائي الأشعة التداخلية إذا تم الكشف عن المنطقة التي تم إزالتها عن طريق التصوير الشعاعي للثدي أو الموجات فوق الصوتية، وأحيانًا بواسطة الجراح إذا كان بالإمكان جس الآفة بشكل مباشر.
ومع ذلك، قد يكون استئصال الثدي العلاج المفضل في حالات معينة:
• يوجد أورامان أو أكثر في مناطق مختلفة من الثدي (سرطان «متعدد البؤر»)
• تلقى الثدي العلاج الإشعاعي من قبل
• الورم كبير بالنسبة لحجم الثدي
• كان المريض يعاني من تصلب الجلد أو مرض آخر في النسيج الضام، مما قد يعقد العلاج الإشعاعي
• يعيش المريض في منطقة يتعذر فيها الوصول إلى العلاج الإشعاعي
• يرغب المريض في تجنب العلاج الجهازي
• يشعر المريض بالقلق من خطر تكرار الإصابة بعد استئصال الورم
يمكن أن تشمل أنواع معينة من استئصال الثدي أيضًا: تجنيب الجلد، تجنيب الحلمة، تحت الجلد والوقاية.
تتطلب الممارسة القياسية من الجراح أن يثبت أن الأنسجة التي تمت إزالتها في العملية لديها هوامش خالية من السرطان، مما يشير إلى أن السرطان قد تم استئصاله تمامًا. قد تكون الجراحة الإضافية ضرورية إذا لم يكن للأنسجة التي تمت إزالتها هوامش واضحة، وتتطلب في بعض الأحيان إزالة جزء من العضلة الصدرية الرئيسية، وهي العضلة الرئيسية لجدار الصدر الأمامي.
اء العملية، يتم أيضًا النظر في إزالة العقد الليمفاوية في الإبط. في الماضي، استغرقت العمليات الإبطية الكبيرة من 10 إلى 40 عقدة لتحديد ما إذا كان السرطان قد انتشر. كان لهذا تأثيرًا جانبيًا مؤسفًا يسبب في كثير من الأحيان الوذمة اللمفية للذراع على نفس الجانب، حيث أثرت إزالة العديد من العقد الليمفاوية على التصريف اللمفاوي. في الآونة الأخيرة، أصبحت تقنية تشريح العقدة الليمفاوية الخافرة  شائعة، لأنها تتطلب إزالة عدد أقل بكثير من العقد الليمفاوية، مما يؤدي إلى آثار جانبية أقل مع تحقيق نفس البقاء لمدة 10 سنوات كما سلفها. العقدة الليمفاوية الخافرة هي العقدة الأولى التي تستنزف الورم، ويمكن أن يؤدي رسم خرائط اللاحق إلى إنقاذ 65-70% من مرضى سرطان الثدي من تشريح العقدة الليمفاوية بالكامل لما يمكن أن يتحول إلى حوض عقدي سلبي. أدى التقدم في رسم خرائط العقدة الليمفاوية الحارسة خلال العقد الماضي إلى زيادة دقة الكشف عن العقدة الليمفاوية الحارسة من 80% باستخدام الصبغة الزرقاء وحدها إلى ما بين 92% و 98% باستخدام الطرائق المدمجة. يشار إلى خزعة اس ال ان للمرضى الذين يعانون من آفات و T 2 <5 سم) ويحمل عددًا من التوصيات للاستخدام في مجموعات فرعية للمرضى. تستمر الاتجاهات الحديثة في تفضيل استئصال العقدة الإبطية الأقل جذرية حتى في وجود بعض النقائل في العقدة الحارسة.
وجد التحليل التلوي أنه في الأشخاص المصابين بسرطان الثدي الأولي القابل للتشغيل، مقارنة بالعلاج بإصابة العقدة الليمفاوية الإبطية، فإن العلاج بجراحة إبطي أقل (مثل أخذ العينات الإبطية أو خزعة العقدة الليمفاوية الخافرة) لا يقلل من فرصة البقاء على قيد الحياة. ينخفض إجمالي البقاء بشكل طفيف عن طريق تلقي العلاج الإشعاعي وحده عند مقارنته بتشريح العقدة الليمفاوية الإبطية. في إدارة سرطان الثدي الأولي، يرتبط إزالة العقد الليمفاوية الإبطية بزيادة خطر إعادة نمو السرطان. تم العثور على علاج بتشريح العقدة الليمفاوية الإبطية لإعطاء زيادة خطر الإصابة بالوذمة اللمفية، والألم، وانخفاض حركة الذراع والخدر عند مقارنته مع أولئك الذين تم علاجهم بتشريح العقدة الليمفاوية الخافرة أو بدون جراحة الإبط.

### إزالة المبيض
قد يكون استئصال المبيض الوقائي حذرًا لدى النساء المعرضات لخطر كبير للتكرار أو اللواتي يبحثن عن بديل لعلاج الغدد الصماء لأنه يزيل المصدر الأساسي لإنتاج هرمون الاستروجين لدى النساء قبل انقطاع الطمث. النساء اللواتي يحملن طفرة في الجينات لديهن خطر متزايد للإصابة بسرطان الثدي والمبيض وقد يختارن إزالة المبايض بشكل وقائي أيضًا.

### إعادة بناء الثدي
جراحة إعادة بناء الثدي هي إعادة بناء الثدي بعد جراحة سرطان الثدي، ويتم تضمينها في المناهج الشاملة لإدارة السرطان لمعالجة الهوية والجوانب العاطفية للمرض. يمكن أن تتم إعادة البناء في نفس وقت جراحة إزالة السرطان، أو من شهور إلى سنوات حيث تقرر بعض النساء عدم إعادة البناء أو اختيار الطرف الاصطناعي بدلاً من ذلك.

### الإدارة الجراحية الاستقصائية
الاستئصال بالتبريد هو علاج تجريبي متاح للنساء المصابات بسرطان الثدي الصغير أو المبكر. يتجمد العلاج عن تذويب الاورام باستخدام إبر صغيرة بحيث يتلف النسيج الضار فقط ويموت في النهاية. قد توفر هذه التقنية بديلاً لعمليات جراحية أكثر توغلاً، مما قد يحد من الآثار الجانبية المحتملة.

## العلاج الإشعاعي
العلاج الإشعاعي هو علاج مساعد لمعظم النساء اللواتي خضعن لاستئصال الورم وللبعض من النساء اللواتي خضعن لجراحة استئصال الثدي. في هذه الحالات، يكون الغرض من الإشعاع هو تقليل فرصة تكرار السرطان محليًا (داخل الثدي أو الإبط). يشمل العلاج الإشعاعي استخدام الأشعة السينية عالية الطاقة أو أشعة جاما التي تستهدف الورم أو موقع الورم بعد الجراحة. هذا الإشعاع فعال للغاية في قتل الخلايا السرطانية التي قد تبقى بعد الجراحة أو تتكرر حيث تمت إزالة الورم.
ن تقديم العلاج الإشعاعي عن طريق العلاج الإشعاعي بالأشعة الخارجية أو العلاج الإشعاعي الموضعي (العلاج الإشعاعي الداخلي) أو عن طريق العلاج الإشعاعي أثناء الجراحة. في حالة العلاج الإشعاعي بالحزمة الخارجية، يتم توصيل الأشعة السينية من خارج الجسم عن طريق آلة تسمى المسرع الخطي أوليناك في المقابل، يشمل العلاج الإشعاعي الموضعي التنسيب الدقيق لمصدر (مصادر) الإشعاع مباشرة في موقع العلاج. يشمل العلاج الإشعاعي في أثناء الجراحة جرعة لمرة واحدة من الإشعاع تدار من خلال جراحة الثدي. العلاج الإشعاعي مهم في استخدام العلاج المحافظ على الثدي لأنه يقلل من خطر تكرار الإصابة.
يزيل العلاج الإشعاعي الخلايا السرطانية المجهرية التي قد تبقى بالقرب من المنطقة التي تمت إزالة الورم جراحيًا منها. يجب أن تكون جرعة الإشعاع قوية بما يكفي لضمان القضاء على الخلايا السرطانية. ومع ذلك، يؤثر الإشعاع على الخلايا الطبيعية والخلايا السرطانية على حد سواء، مما يسبب بعض الضرر للأنسجة الطبيعية حول مكان الورم. يمكن للنسيج الصحي أن يصلح نفسه، في حين أن الخلايا السرطانية لا تصلح نفسها مثل الخلايا الطبيعية. لهذا السبب، يتم إعطاء العلاجات الإشعاعية لفترة طويلة، مما يسمح للشفاء من الأنسجة السليمة. عادةً ما يتم تقديم العلاجات باستخدام العلاج الإشعاعي بالأشعة الخارجية على مدى خمسة إلى سبعة أسابيع، ويتم إجراؤه خمسة أيام في الأسبوع. أكدت التجارب الكبيرة الأخيرة في  (المملكة المتحدة ،كندا) أن دورات العلاج الأقصر، عادةً ما بين ثلاثة إلى أربعة أسابيع، تؤدي إلى مكافئة للسرطان وتأثيرات جانبية مثل جداول العلاج الطويلة الأمد. يستغرق كل علاج حوالي 15 دقيقة. نهج جديد يسمى «تشعيع جزئي للثدي» يستخدم العلاج الإشعاعي الموضعي لإيصال الإشعاع في فترة زمنية أقصر. ينقل الإشعاع إلى المنطقة المباشرة المحيطة بالورم الأصلي ويمكن إكماله عادةً على مدار أسبوع واحد.

### مؤشرات الإشعاع
العلاج الإشعاعي فعال بشكل رئيسي في الحد من خطر الانتكاس الموضعي في الثدي المصاب. لذلك، يوصى به في معظم حالات جراحات الحفاظ على الثدي وأقل تكرارًا بعد استئصال الثدي. تتطور مؤشرات العلاج الإشعاعي باستمرار. كان المرضى الذين تم علاجهم في أوروبا أكثر عرضة في الماضي للتوصية بالإشعاع المساعد بعد جراحة سرطان الثدي مقارنة بالمرضى في أمريكا الشمالية. يوصى عادة بالعلاج الإشعاعي لجميع المرضى الذين خضعوا لاستئصال الورم، استئصال الربع. لا يُشار عادةً إلى العلاج الإشعاعي في المرضى الذين يعانون من (مرض المرحلة الرابعة) المتقدمة باستثناء تخفيف الأعراض مثل آلام العظام أو الآفات الفطرية.
في التوصيات العامة سوف تشمل الإشعاع:
• كجزء من العلاج للحفاظ على الثدي.
• بعد استئصال الثدي للمرضى الذين يعانون من خطر تكرار الإصابة بسبب حالات كالورم الأولي الكبير أو تورط كبير في الغدد الليمفاوية.
العوامل الأخرى التي قد تؤثر على إضافة العلاج الإشعاعي المساعد:
• ورم قريب أو يتضمن هوامش العينة المرضية
• مناطق متعددة من الورم (مرض متعدد المراكز).
• الغزو المجهري للأنسجة اللمفاوية أو الأوعية الدموية
• غزو مجهري للجلد أو الحلمة / الهالة أو العضلة الصدرية الرئيسية الكامنة
• المرضى الذين لديهم تمديد من مادة اللوغارتيم الطبيعي.
عدد غير كاف من عينات الإبط.